# 卡萝尔·欧文斯
卡萝尔·欧文斯（英語：Carol Owens，1971年6月4日—），澳大利亚、新西兰女子壁球运动员。她曾代表澳大利亚、新西兰参加1998年和2002年英联邦运动会壁球比赛，获得一枚金牌、一枚银牌和一枚铜牌。